# Manuel Peláez Edo
Manuel Peláez Edo (Valencia, 1865 - la Puebla de Valverde, Teruel, 1936) fue un político español destacado durante la época de la Segunda República. 

## Biografía
Trabajó como relojero y desde 1903 militó en la Unión Republicana, aunque después pasaría al Partido Republicano Radical, con el que fue regidor del ayuntamiento de Castellón de la Plana de 1918 a 1922. En las Elecciones municipales del 12 de abril de 1931 fue escogido Alcalde de Castellón, cargo que ocupó hasta diciembre de 1933. También fue vicepresidente del Comité Provincial de su partido (1932), y gobernador civil de Alicante y de Teruel. Mientras ocupaba este cargo estalló la guerra civil española, y al poco tiempo fue detenido y fusilado por las milicias del Frente Popular.